# West Highland Line
Proga West Highland (škotskogelsko Rathad Iarainn nan Eilean - "Železna cesta do otokov") je železniška proga, ki povezuje pristanišči Mallaig in Oban v Škotskem višavju z Glasgowom v osrednji Škotski. Bralci neodvisne popotniške revije Wanderlust so to progo leta 2009 izglasovali za najboljše železniško potovanje na svetu, pred znamenito transsibirsko progo v Rusiji in železniško progo Cuzco–Machu Picchu v Peruju. Spletna stran ScotRail je od takrat poročala, da je bila proga že drugo leto zapored izbrana za najbolj slikovito železniško progo na svetu.
Proga West Highland je ena od dveh železniških prog, ki dostopata do oddaljene in gorate zahodne obale Škotske, druga pa je proga Kyle of Lochalsh, ki povezuje Inverness s Kyle of Lochalsh. Proga je najzahodnejša železniška proga v Veliki Britaniji.
Vsaj delno je West Highland Line enaka železniška proga kot tista, imenovana West Highland Railway.

## Zgodovina
Železniška proga je bila zgrajena v več odsekih:
- Glasgow Queen Street do Cowlairs Junction - Edinburgh and Glasgow Railway
- Cowlairs Junction to Bowling - Glasgow, Dumbarton and Helensburgh Railway (pozneje prevzeta v Edinburgh and Glasgow Railway)
- Bowling do Dumbarton Central - Lanarkshire in Dunbartonshire Railway, ki jo upravlja Caledonian Railway
- Dumbarton Central do Dalreoch - Caledonian in Dunbartonshire Junction Railway
- Dalreoch do železnice Craigendoran - Glasgow, Dumbarton in Helensburgh
- Craigendoran do Fort Williama (odprta 11. avgusta 1894) - West Highland Railway, ki jo sponzorira North British Railway
- Crianlarich do Obana[6] - Callander in Obanska železnica, ki jo upravlja Caledonian Railway.

Obstaja dodaten odsek od Fort Williama (ali križišča blizu Fort Williama) do Mallaiga, zgrajen kot Mallaig Extension Railway. West Highland Railway je odobrila gradnjo proge na svojem letnem srečanju januarja 1895.
Leta 1963 in ponovno leta 1995 se je proga soočila z morebitnim zaprtjem zaradi zmanjšanja prihodkov.

## Potek
Kmalu po odhodu s postaje Glasgow Queen Street in za predorom Queen Street se proga odcepi od glavne magistralne poti do Edinburgha in Pertha pri Cowlairsu in sledi smeri proti severozahodu skozi predmestje Maryhill in Kelvindale. Med Westertonom in Dumbartonom si pot deli s progo North Clyde Line do Helensburgha, preden se odcepi proti severu na križišču Craigendoran proti Garelochheadu, odseku, kjer se na splošno priznava začetek same proge West Highland Line. Ponuja visok razgled na Gareloch in Loch Long, preden se pojavi ob severozahodni obali Loch Lomonda, nato pa se povzpne na Glen Falloch do Crianlaricha.
Odsek proti Obanu se odcepi pri Crianlarichu, pomembnem cestnem in železniškem križišču v Višavju, in teče skozi Glen Lochy do Dalmallyja in preko prelaza Brander, da doseže slano vodo pri Taynuiltu in Connel Ferryju pred zadnjim vzponom čez hrib do Obana. Približno 5 kilometrov od Crianlaricha potekata progi Mallaig in Oban skozi vas Tyndrum, vendar ju oskrbujeta ločeni postaji, zaradi česar je to najmanjše naselje v Združenem kraljestvu, ki ga oskrbuje več kot ena železniška postaja.
Po Bridge of Orchy se proga do Mallaiga povzpne na Rannoch Moor, mimo nekdanjega križišča pri Gorton Crossingu do postaje Rannoch. Pozimi je barje pogosto prekrito s snegom in jelene je mogoče videti bežati pred bližajočim se vlakom. Postaja v Corrourju na barju je ena najbolj oddaljenih postaj v Britaniji in ni dostopna po nobeni javni cesti. To je vrh linije na 410 m nadmorske višine. V nadaljevanju proti severu se proga spusti nad obalo jezera Loch Treig in skozi ozko sotesko Monessie. Zadnja postaja pred Fort Williamom je Spean Bridge. Odsek med Fort Williamom in Mallaigom poteka čez viadukt Glenfinnan, skozi Arisaig s pogledom na majhne otoke Rùm, Eigg, Muck in Canna ter beli pesek Morarja, preden pride do samega Mallaiga.
Z izjemo poti med Glasgow Queen Street in Helensburgh Upper ter kratkega odseka med Fort William Junction in Fort William postajo je železnica signalizirana z Radio Electronic Token Block, ki ga upravljajo iz signalne omarice na postaji Banavie.

## Časi poti
Od izboljšav škotskih magistralnih cest v 1980-ih lahko potovanje z vlakom traja bistveno dlje kot enakovredno potovanje po cesti. Razlogov za to je več. Proga je v celoti enotirna, ko zapusti predmestno omrežje North Clyde pri Craigendoranu, morajo vlaki čakati na postajah s prečnimi zankami, da vlaki nasprotne smeri peljejo mimo. Tudi če prehod ni načrtovan, se mora vsak vlak ustaviti na različnih točkah za izmenjavo žetonov, medtem ko strojevodja kontaktira glavni signalni center v Banavieju, da elektronsko zamenja žetone in pridobi dovoljenje za nadaljevanje. Do 15 minut je treba dodeliti vlakom, da se ločijo ali združijo na križišču v Crianlarichu, medtem ko morajo vlaki, namenjeni v/iz Mallaiga, tudi vzvratno pri Fort Williamu in prečkati nihajni most Banavie z nizko hitrostjo. Nadaljnja težava je iskanje ustreznih poti voznega reda za vlake Oban & Mallaig na prometni progi North Clyde, ki izvaja intenzivno lokalno storitev. Ker se vlaki West Highlanda na tem odseku ustavijo samo v Dumbarton Central in Dalmuir, ni neobičajno, da jih zamuja predhodni lokalni vlak, zato je treba v njihov vozni red vključiti čas okrevanja, da se zmanjša možnost poznega prihoda v Glasgow.
Na večjem delu odseka Rannoch Moor je omejitev hitrosti 95 km/h za Sprinter in 110 km/h na pristopu do postaje Rannoch. Caledonian Sleeper potuje z največjo hitrostjo 65 km/h, pri čemer se zaradi velike teže lokomotive razreda 67, ki je vlekla vlak do konca stare franšize aprila 2015, upočasnjuje na številnih mostovih na poti. Upravljavec pragov Serco jih je od prevzema zamenjal s prenovljenimi elektrodizli razreda 73/9, ki imajo manjšo osno obremenitev; še ni jasno, ali bodo novi lokomotivi dovoljeni za vožnjo pri višjih hitrostih, zdaj ko so v uporabi.

## Nekaj pomembnih značilnosti, povezanih z železnico
- Krivulja Horse Shoe, med Upper Tyndrumom in Bridge of Orchy
- Snežna lopa Cruach Rock med Rannochom in Corrourjem
- Viadukt Glenfinnan, med Locheilsideom in Glenfinnanom
- Kamniti signali Pass of Brander med Dalmallyjem in Taynuiltom
- Arisaig je najbolj zahodna železniška postaja v Veliki Britaniji.

Dve veji linije je podrobno opisal John Thomas v svojih dveh knjigah (glej Viri).

## West Highland Line v filmu
- Viadukt Glenfinnan, na liniji med Fort Williamom in Mallaigom, je snemalna lokacija za Hogwarts Express v seriji filmov o Harryju Potterju.[12]
- Poetični dokumentarec Eddieja McConnella Linija za vse letne čase (1970) prikazuje linijo in njeno zgodovino v primerjavi s pokrajino zahodnega Višavja, ki se spreminja skozi letne čase.[13]
- Postaja Corrour se pojavi v filmu Trainspotting (1996), ki ga je režiral Danny Boyle.

## Muzej
Na postaji Glenfinnan je muzej, posvečen zgodovini proge West Highland Line.

## Prihodnost
V nacionalni prometni strategiji škotske vlade, objavljeni februarja 2020, je bilo navedeno, da proga ne bo elektrificirana z nadzemnimi vodi. Namesto tega se bo našla alternativa dizelskemu pogonu.

## Galerija
- Tovorni vlak, ki vozi proti jugu po progi West Highland
- Vlak Scotrail prečka Loch Awe leta 2017
- Postaje Bridge of Orchy leta 1961
- Železniški most v bližini gradu Inverlochy